# Fuero
Fuero is een verzameling Spaanse wetteksten gebaseerd op het gewoonterecht en mondelinge overlevering.
Het begrip vindt zijn oorsprong uit het Latijnse forum iudicum.
De lokale jurisdicties of gemeentelijke jurisdicties waren de wettelijke statuten die in een bepaalde plaats van toepassing waren en die in het algemeen tot doel hadden het lokale leven te reguleren door een reeks wettelijke normen, rechten en privileges vast te stellen, verleend door de koning, de heer van de land of de raad zelf, dat wil zeggen, de wetten van een plaats. Het was een systeem van lokaal recht dat vanaf de middeleeuwen op het Iberisch schiereiland werd gebruikt en vormde de belangrijkste bron van vroegmiddeleeuws Spaans recht.